# حديقة الكوت
حديقة الكوت هي حديقة تقع في وسط الهفوف التاريخي في محافظة الأحساء في المملكة العربية السعودية، وهي ضمن مشروع أنسنة المدن.

## المشروع
تشمل إنشاء النوافير المائية وزراعة الأشجار والمسطحات الخضراء، وإنشاء دورات مياه عامة، ويتضمن تخصيص مساحة لكل حديقة للألعاب الرياضية وتعزيز رياضة المشي، مع تخصيص مساحة مظللة لألعاب الأطفال بكل موقع، ومراعاة حركة واحتياجات ذوي الإعاقة.
ويضم هذا المشروع أيضاً، حديقة حي الفيصل، وحديقة حي اليرموك، وحديقة طريق الملك عبد الله، وحديقة حي الشروفية، وحديقة الطرف، وحديقة حي البستان.